# أوكوك

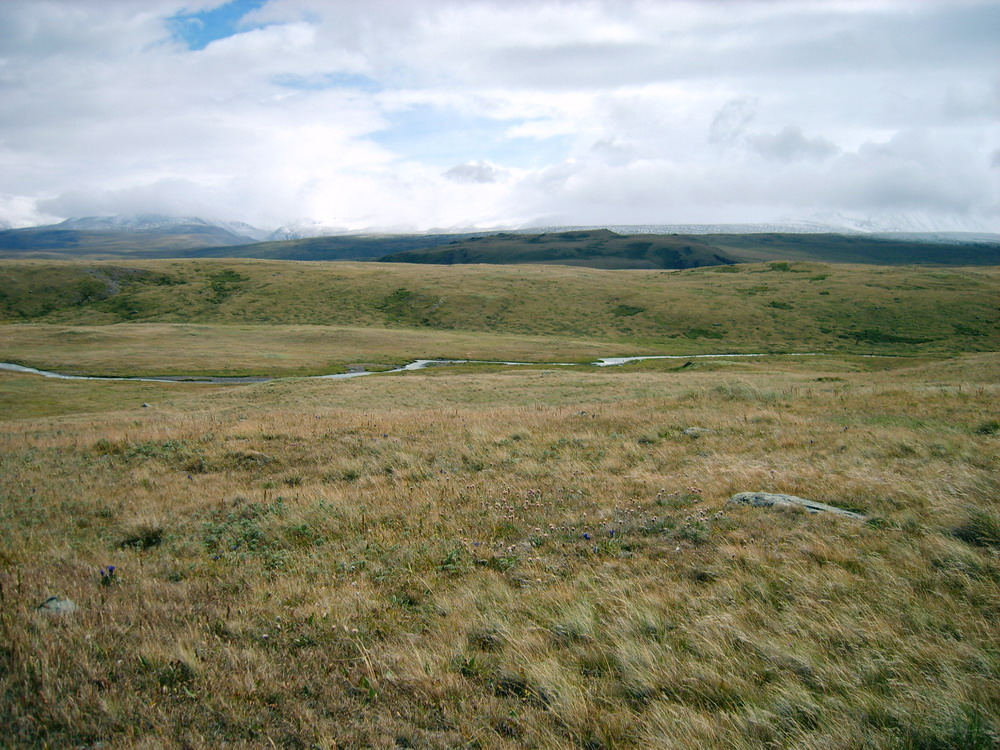
هضبة أوكوك

أوكوك (بالإنجليزية: Ukok)‏، هي هضبة تتكون من منطقة نائية ومراعي بدائية، وتقع في قلب سيبيريا الجنوبية الغربية، ومنطقة جبال ألتاي في روسيا بالقرب من الحدود مع الصين وكازاخستان ومنغوليا. البازيريك هو اسم لشعب عريق عاش في جبال ألتاي على هذه الهضبة التي ترتبط مع بعض النتائج الأثرية المدهشة، بما في ذلك العثور على المومياوات مجمدة في طبقة جليدية. تم العثور على العديد من سواتر القبور القديمة في المنطقة والتي تعود إلى العصر البرونزي وارتبطت مع ثقافة البازيريك التي تشبه إلى حد كبير لشعب سيثيا الأسطوري في الغرب.